# خوسيه إميليو فورتادو
خوسيه إميليو فورتادو (بالبرتغالية: José Emílio Furtado‏) هو لاعب كرة قدم برتغالي في مركز الهجوم، ولد في 14 مارس 1983 في برايا في الرأس الأخضر. لعب مع أونياو ليريا وأيك أثينا وباس جيانينا وسسكا صوفيا وفيهرين ساندانسكي ونادي باسوش دي فيريرا ويونيكوس.

## وصلات خارجية
- خوسيه إميليو فورتادو على موقع قاعدة بيانات كرة القدم.إي يو (الإنجليزية)
- خوسيه إميليو فورتادو على موقع Soccerway.com (الإنجليزية)
- خوسيه إميليو فورتادو على موقع عالم كرة القدم.نت (الإنجليزية)